# Nikola Davidović
Nikola Davidović (27 giugno 1982) è un ex giocatore di football americano e dirigente sportivo serbo, che ha giocato nel ruolo di offensive lineman.
Dal 2021 è presidente della SAAF.